# Mechowo, Hạt Kamień
Mechowo [mɛˈxɔvɔ] (tiếng Đức: Dorphagen)  là một ngôi làng thuộc khu hành chính của Gmina Golczewo, thuộc quận Kamień, West Pomeranian Voivodeship, ở phía tây bắc Ba Lan. Nó nằm khoảng 9 kilômét (6 mi) phía bắc Golczewo, 18 km (11 mi) về phía đông nam Kamień Pomorski và 61 km (38 mi) về phía đông bắc của thủ đô khu vực Szczecin.